# Dolní Bousov (nádraží)
Dolní Bousov je železniční stanice v jihozápadní části města Dolní Bousov v okrese Mladá Boleslav
ve Středočeském kraji poblíž řeky Klenice. Leží na neelektrizovaných
tratích Bakov nad Jizerou – Kopidlno a Mladá Boleslav – Stará Paka.

## Historie
Stanice byla otevřena 28. srpna 1883 na trati vlastněné soukromou společností České obchodní dráhy (BCB) z Bakova nad Jizerou, kudy od roku 1865 procházela trať společnosti Turnovsko-kralupsko-pražská dráha (TKPE) ze směru z Kralupy nad Vltavou do Turnova, do Kopidlna, kudy procházela trať v majetku BCB mezi Nymburkem a Jičínem.
26. listopadu 1905 byla otevřena trať společnosti Místní dráha Sudoměř - Skalsko - Stará Paka v úseku ze Sudoměře a Skalska přes Mladou Boleslav a Dolní Bousov do Sobotky. 1. června 1906 byla trať dovedena až do Staré Paky.
Po zestátnění BCB v roce 1908 pak obsluhovala stanici jedna společnost, Císařsko-královské státní dráhy (kkStB), po roce 1918 pak správu přebraly Československé státní dráhy. Místní dráha Místní dráha Sudoměř - Skalsko - Stará Paka, na které provoz zajišťovaly od počátku státní dráhy, byla zestátněna k 1. lednu 1925 Provoz v úseku z Dolního Bousova do Kopidlna je od roku 2010 bez pravidelné osobní dopravy.

## Popis
Nachází se zde čtyři jednostranná úrovňová nástupiště, příchod k vlakům probíhá přes kolejové přechody.